# Zdeněk Polášek
Zdeněk Polášek (3. dubna 1960 Vejprty – 21. ledna 1981 státní hranice u obce Svatý Kříž) byl český číšník, který v roce 1981 zemřel při pokusu překročit státní hranici do Západního Německa při útěku z Československa.

## Život
Narodil se v roce 1960 ve Vejprtech. Jeho otec pracoval jako studnař, jeho sestra byla servírka. Později se s rodinou přestěhoval do Bystřice nad Pernštejnem, kde absolvoval základní školu. Po jejím ukončení se pak učil číšníkem, a to nejprve v Třebíči, později pak také v Žďáru nad Sázavou a Novém Městě na Moravě. Studia v Třebíči musel přitom zanechat kvůli opakovanému páchání drobných deliktů. Již v učení uvažoval nad odchodem na západ. Později pracoval v hotelu.

## Pokusy o útěk na západ

### První pokus
V září 1975 byl zadržen při pokusu o překročení státní hranice do Západního Německa u obce Špičák. Dopaden byl ještě před překonáním překážky, ačkoliv se již nacházel v hraničním pásmu. Vzhledem ke svému nízkému věku a trestní bezúhonnosti byl nedlouho po zadržení z vazby propuštěn.

### Druhý pokus
V říjnu 1980 nastoupil základní vojenskou službu. V nástupní hodnosti vojína byl umístěn ve vojenském útvaru v Chebu. V rámci svého působení přitom mj. střežil státní hranici. Této skutečnosti se rozhodl využít 21. ledna 1981 u Svatého Kříže. Byl však spatřen příslušníky Pohraniční stráže, přičemž Polášek na ně začal pálit ze svého samopalu. Jednoho z nich při střelbě smrtelně zranil, přičemž smrtelně zasáhl i služebního psa. Jak přesně poté zemřel Polášek není jasné; je možné, že v bezvýchodné situaci spáchal sebevraždu, byl zasažen některým z členů Pohraniční stráže, nebo jej zastřelili povolaní členové armády. Jeho tělo bylo pohřbeno v Bystřici nad Pernštejnem, pohřeb se konal v Brně.